# Aeroportul Zhoushan Putuoshan
Aeroportul Zhoushan Putuoshan (IATA: HSN, ICAO: ZSZS) este un aeroport din Zhoushan⁠(d), Zhejiang, Republica Populară Chineză ce deservește zona Zhoushan⁠(d). Aeroportul a fost tranzitat în 2022 de 789.306 pasageri. A fost numit după zona deservită.
Aeroportul dispune de o singură pistă.